# おとめ座ガンマ星
おとめ座γ星（英語: Gamma Virginis）はおとめ座にある3等級の連星である。

## 特徴
おとめ座γ星は、F型主系列星同士からなる連星である。それぞれの視等級は3.44と3.484である。伴星は主星の周りを168.93年で公転している。しかし、2つの恒星を分解するには、大型の望遠鏡が必要となる。伴星は最後に、1836年に近日点を通過し、次に通過するのは2020年である。連星系全体の視等級は2.74等で、地球からは約38光年離れている。
おとめ座γ星は、黄道の近くにあるので、稀に惑星や月による掩蔽が発生する。2011年6月、土星が、おとめ座γ星から約15分の位置まで接近した。
恒星磁場の強さを示すX線の観測値から、年齢は約11億4000万年と見られている。

## 名称
おとめ座γ星という名称はバイエル符号によるものである。
固有名のポリマ(Porrima) は、ローマ神話の泉や噴水の女神カメーネの一柱、ポリマに因む。2016年7月20日、国際天文学連合の恒星の固有名に関するワーキンググループは、Porrimaをおとめ座γ星の固有名として正式に承認した。
また、Calendarium of Al Achsasi Al Mouakketにある星表では、おとめ座γ星は Laouiyet al Aoua とされ、ラテン語で「吠える犬の一角」を意味する Angulus Latratoris と訳されている。β星、γ星、η星、δ星、ε星は、アラビアの月宿で第13番目の al-ʿawwāʾ とされているが、この al-ʿawwāʾ が何を指すのかは定かではない。一説には「吠える犬」を指すともされている。
中国では、γ星は、δ星、ε星、かみのけ座α星と共に、太微垣の左垣を構成している。γ星は、その二番目の恒星とされているので太微左垣二と呼ばれる。また、左垣は、「東蕃」と「左執法」に分ける事がある。おとめ座γ星は東蕃の1番目の恒星として東上相とも呼ばれる。